# Terpna simplicior
Terpna simplicior là một loài bướm đêm trong họ Geometridae.